# تحف العقول
كتاب تحف العقول أحد أشهر مصادر الحديث عند الشيعة، ألّفه ابن شعبة الحراني وهو من أعلام القرن الرابع الهجري والمعاصر للشيخ الصدوق. و جمع فيه من الحكم و المواعظ عن الأنبياء وآل الرسول.

## المؤلف
ولد أبو محمّد الحسن بن عليّ بن الحسين بن شُعبة الحَرّانيّ في حران إحدى القرى التابعة لمدينة حلب في سورية. وهو من أعلام القرن الرابع الهجري والمعاصر للشيخ الصدوق.
يعد الحرّاني من الشخصيات البارزة بين علماء الشيعة في عصره، وهو من كبار رواة الحديث، حيث يذكره الكثير من أصحاب العلم بالتعظيم والفضل والعلم. قال الميرزا محمدباقر الخوانساري في روضات الجنات في حقه: «فاضل فقيه، و متبحّر نبيه، و مترفع وجيه.»
ويذكره الشيخ الحر العاملي في كتابه أمل الآمل بأنّه عالم فاضل و محدث كبير.
ومن أفضل تأليفاته كتاب تحف العقول الذي حظي باهتمام وافر من قبل علماء الشيعة حيث يقول الشيخ المفيد: «تحف العقول كتاب لم يسمع الدهر بمثله.» ويقول العلامة المجلسي: «تحف العقول خير شاهد على فضل كاتبه وعلمه وعلو شأنه.»
و ايضاً له كتاب «التمحيص» الذي اعتمد عليه العلامة المجلسي في بحار الأنوار والفيض الكاشاني في الوافي.

## مضمون الكتاب
يشمل كتاب تحف العقول أحاديث في أصول الدين وفروعه ومجموعة من السنن والآداب والحكم و المواعظ عن الرسول و الأئمة على حده في فصول مختلفة. فيبدأ المؤلف بمقتطفات من كلام النبي ثم أئمة الشيعة إلي ما روي عن الإمام الحادي عشر.
ومن بعده يذكر المؤلف الحديثان القدسيّان المُوحى بهما إلى موسى وعيسى، من الحِكَم والنصائح البالغة الإلهيّة، وبعدها باب في مواعظ المسيح في كتابه الإنجيل، ثم يختم بوصيّة المفضَّل بن عمر للشيعة و كلّها من غير ذكر السند.
يقول المؤلف في مقدمة الكتاب:
«اسقطت الأسانيد تخفيفاً وايجازاً، وإن كان أكثره لي سماعاً، ولأنَّ أكثره آداب وحِكَم، تشهد لأنفسها، ولم أجمع ذلك للمنكر المخالف بل ألفتُهُ للمُسلّم للأئمة، العارف بحقهم الراضي بقولهم..»
من مميزات الكتاب أنّ جُمع فيه الوصايا والمناجات والروايات الاخلاقية والحقوقية والحكم وكلّها باسلوب جديد، بحيث كانت تستفيد منها المحافل العلمية، و تنقل علي منابر الوعظ و المجالس الاخلاقية، ويري العلامة المجلسي رواياته مقبولة بالرغم من عدم ذكره لسند الروايات.

## مكانة الكتاب
تمكّن الكتاب في القرون الأخيرة من شقّ الطريق إلى الساحة العلمية ونيل اهتمام كبار علماء الشيعة حتى وصف القطيفي الكتابَ بأنه لا نظير له. وقد استقت منه الكثير من الكتب الفقهية والحديثية.
ومع المكانة التي يحتلها الكتاب الا أن المشكلة التي تواجهه وتصوب سهام النقد اليه وسلب الحجية عنه للإرسال وخلوّ رواياته عن الأسانيد التي حذفها المؤلف. علماً أن ابن شعبه نفسه ملتفت إلى هذه القضية حيث قال في مقدمة كتابه: «وأسقطت الأسانيد تخفيفاً وإيجازاً وإن كان أكثره لي سماعاً ولأن أكثره آداب وحكم تشهد لانفسها، ولم أجمع ذلك للمنكر المخالف بل ألفته للمسلم للأئمة، العارف بحقهم، الراضي بقولهم، الرّاد إليهم».
وممن رفضوا حجية الكتاب السيد الخوئي حيث قال: «أبو محمد بن الحسن بن علي بن الحسين بن شعبة الحرّاني أو الحلبي وإن كان رجلا وجيها فاضلا جليل القدر رفيع الشأن وكان كتابه مشتملا على الدرر واليواقيت. من مواعظ آل الرسول وقد اعتمد عليه جملة من الأصحاب إلا أنّه لم يذكرها مسندة بل أرسلها عن جعفر الصادق فلا تكون مشمولة لأدلة حجيّة خبر الواحد».
علماً أن الكتاب حظي بمكانة خاصة عند الفرقة النُصَيرية حيث اقتناه الكثير من النصيريين.

## طبعات الكتاب
أمّا طبعات هذا الكتاب فعديدة:
- طُبع كتاب تحف العقول لأوّل مرّة في إيران طبعة حجريّة سنة 1303 هـ،
- ثمّ طُبع ثانيةً بطهران أيضاً سنة 1371 هـ في 528 صفحة، وصححه وعلق عليه علي أكبر الغفاري.
- ثم طُبع في المطبعة الحيدريّة بالنجف وهي خاليةً من الشروح والتعليقات، سنة 1382 هجرية، في 399 صفحة.
- ثمّ طُبع للمرّة الرابعة بالمطبعة الإسلاميّة بطهران سنة 1384 هجريّة، في 556 صفحة، بتصحيح علي أكبر الغفّاري، وهي تشمل ترجمةٍ للكتاب إلى اللغة الفارسيّة.

وهناك نسخ خطية ثمينة للكتاب في مكتبة الشيخ محمّد حسين الأعلمي في كربلاء ومكتبة المحقّق السيّد جلال الدين الأُرمَوي وفي المكتبة العامّة في طهران.

## وصلات خارجية
- تحف العقول عن آل الرسول.